# 纳瓦祖丁·席迪圭
纳瓦祖丁·席迪圭（英語：Nawazuddin Siddiqui，1974年5月19日—）是印度男演員，主要作品為寶萊塢電影。
席迪圭較知名的電影有《美味情書》（2013）和《小萝莉的猴神大叔》（2015）等等。他曾經因出色的表现而得到印度國家電影獎特別評審獎及一個印度電影觀眾獎的最佳男配角殊榮。

## 外部連結
- 纳瓦祖丁·席迪圭在互联网电影资料库（IMDb）上的資料（英文）
- 纳瓦祖丁·席迪圭的Instagram帳戶